# Mikulovice (stacja kolejowa)
Mikulovice – stacja kolejowa w Mikulovicach, w kraju ołomunieckim, w Czechach przy ulicy Nádražní 318. Znajduje się na wysokości 325 m n.p.m. i leży na linii kolejowej nr 292 oraz 297 (jako jej stacja początkowa). Jest również stacją początkową polskiej linii nr 343, która na całym swym odcinku pokrywa się z czeską linią nr 292.

## Galeria

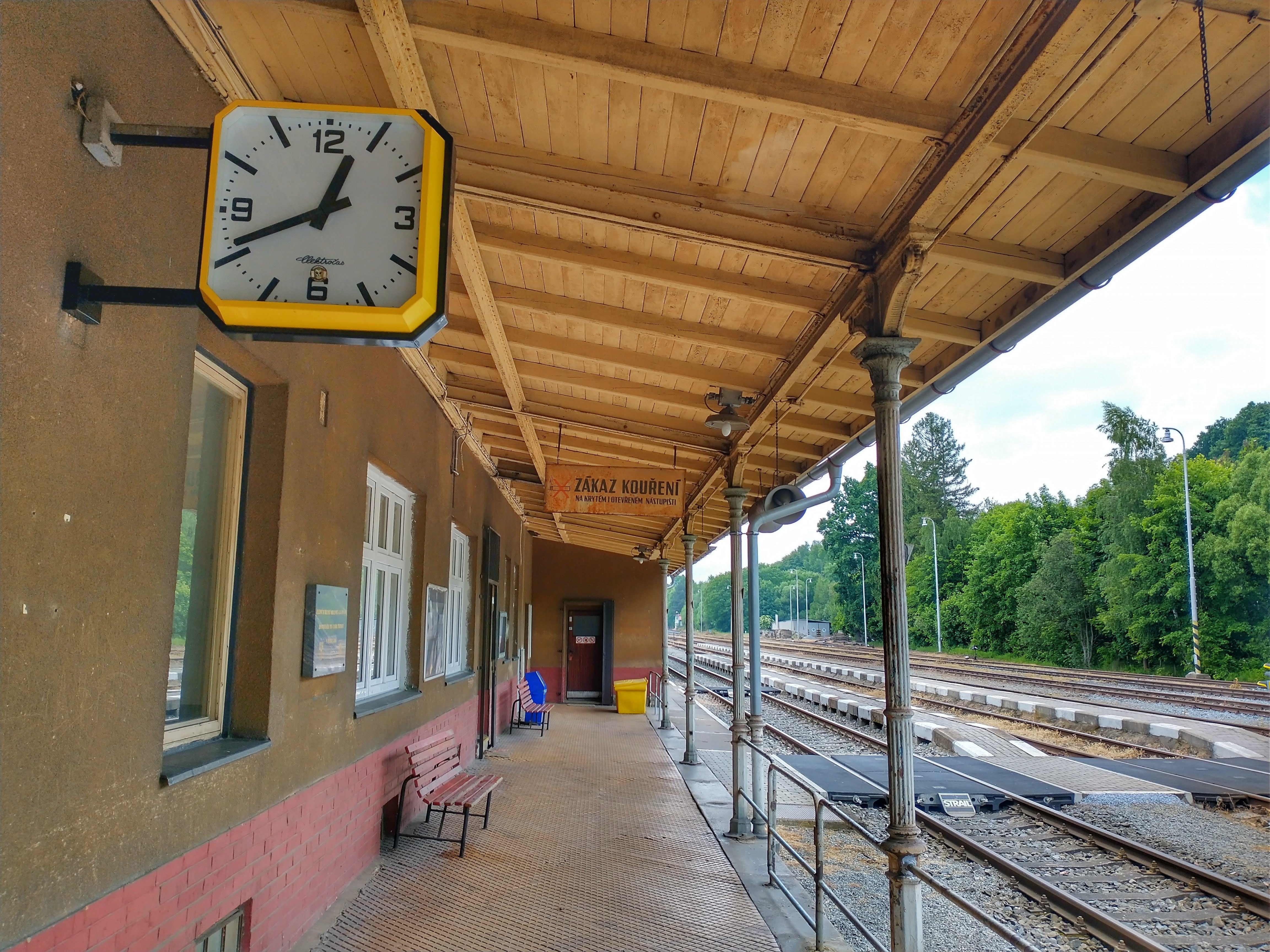
Widok od strony peronów
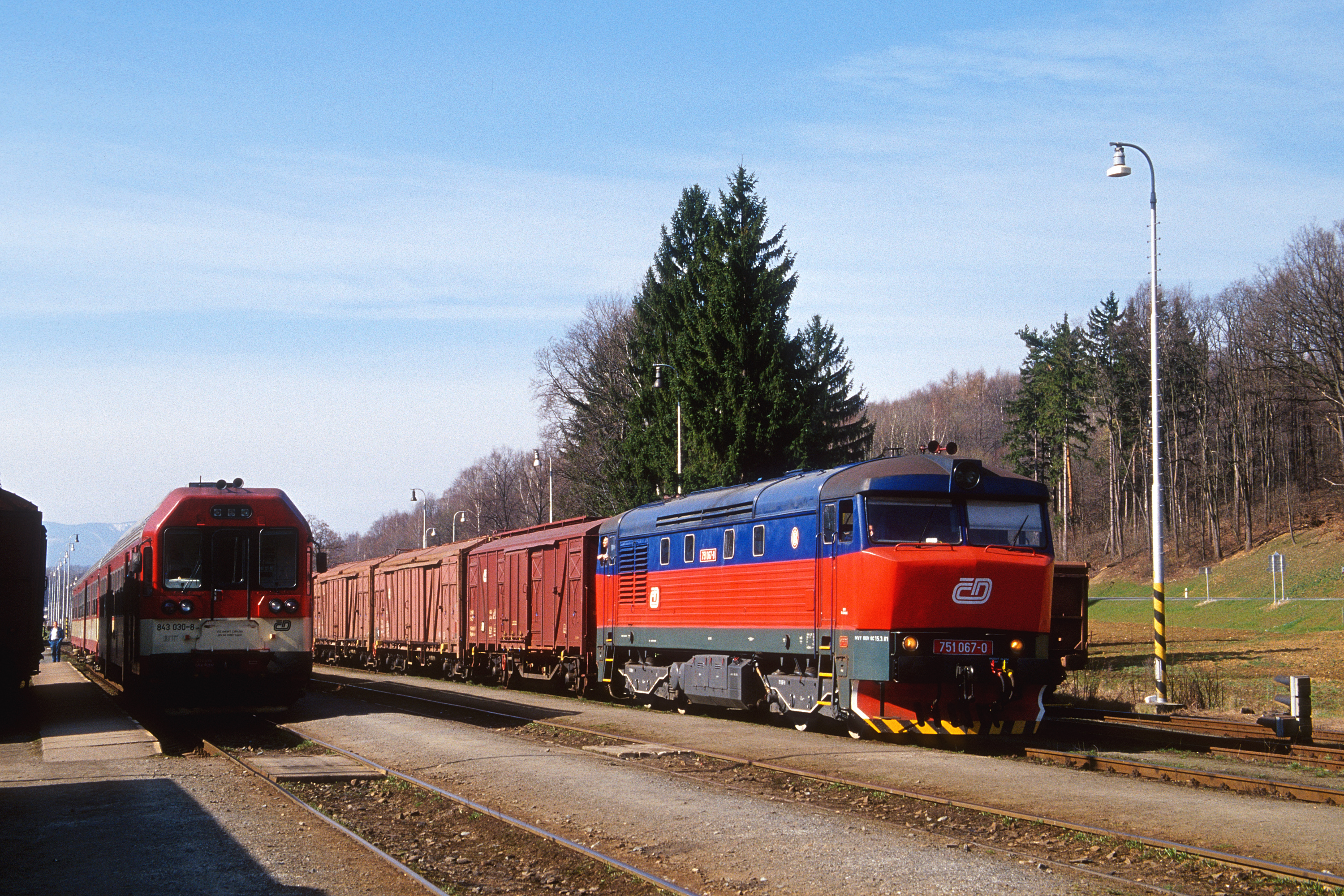
Pociągi na stacji
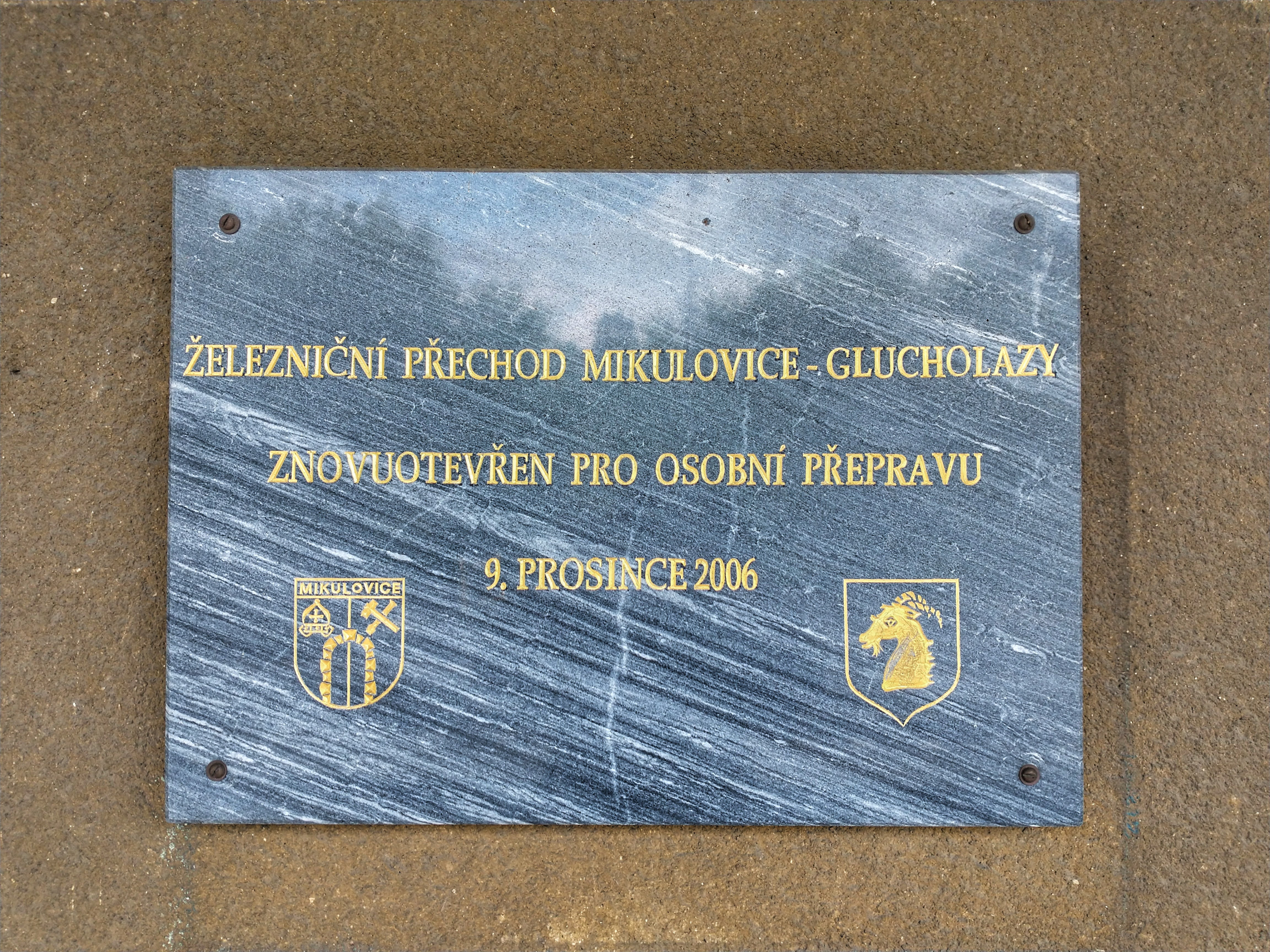
Tablica pamiątkowa